# 布爾諾附近克洛鮑基
布爾諾附近克洛鮑基是捷克的城鎮，位於該國東南部，距離首府布爾諾約30公里，由南摩拉維亞州負責管轄，面積31.33平方公里，海拔高度228米，2012年人口達 2,388。

## 外部連結
- Municipal website